# Ultimis temporibus
Ultimis temporibus (deutscher Titel: Der priesterliche Dienst) heißt das nachsynodale Schlussdokument der 2. Ordentlichen Generalversammlung der Bischofssynode der Römisch-katholischen Kirche, das nach Ende der Synode, am 30. November 1971, veröffentlicht wurde.  

## Geschichte
Die 2. Ordentliche Generalversammlung der Bischofssynode wurde vom 30. September bis  6. November 1971 in Rom abgehalten. Ihr Hauptthema lautete: „Der priesterliche Dienst und die Gerechtigkeit in der Welt“. Als nachsynodales Schreiben veröffentlichte die Synode zwei Erklärungen zu den Themenbereichen „Amtspriestertum“ (Ultimis temporibus) und „Gerechtigkeit in der Welt“ (De iustitia in mundo) abgab.

## Die Erklärung „Ultimis temporis“
Eingebunden in die Einleitung beschreiben die Verfasser die aktuelle Lage. Es folgen zwei Teile, in denen zunächst die Lehrsätze zum priesterlichen Amt generell, zum priesterlichen Dienst und den Wert des Priestertums erläutert werden. Im nächsten Teil, der die Überschrift „Richtlinien für Leben und Wirken des Priesters“  trägt, folgen in zwei Unterabschnitten „die Priester in der Sendung Christi und der Kirche“ und des Weiteren „die Priester in der Gemeinschaft der Kirche“. 

## Bewertung
Der frühere Aachener Bischof Klaus Hemmerle nahm an der Bischofssynode als Berater teil und wurde von der Deutschen Bischofskonferenz beauftragt zu diesem Dokument eine Einleitung zu verfassen. Auf die öffentliche Erwartungshaltung antwortet er:  

„Von daher läßt sich verstehen, daß eine Fülle von Erwartungen sich auf eine „Lösung“ der Priesterfrage richten. Nach der Meinung vieler hat die vergangene Bischofssynode eine solche Lösung nicht erbracht. Während der einleitende Teil des Textes, die Situationsanalyse, verhältnismäßig klar und griffig die Spannungsfelder aufreißt, in die der Priester und sein Dienst heute gestellt sind, und dabei auch den Zusammenhang der Frage nach dem Priester mit den Grundfragen nach Christentum und Kirche aufdeckt, scheinen die praktisch-konkreten Antworten des II. Teils (Richtlinien) dem keine gleichgewichtige Antwort gegenüberzustellen“

Zum inhaltlichen Text führte er weiter aus: 

„Der Text der römischen Bischofssynode über den priesterlichen Dienst hält mehr, als er auf den ersten Blick verspricht. Im Geflecht vieler Zitate aus der Heiligen Schrift und aus den Dokumenten des II. Vatikanischen Konzils treten bei behutsamer Lektüre die Konturen eines Priesterbildes hervor, das sich keineswegs im Selbstverständlichen und Gängigen erschöpft…Gewiß, vieles von dem, was viele sich von der römischen Bischofssynode erwartet haben, konnte sie nicht leisten. Eine nüchterne Einschätzung der Situation und ihrer Erfordernisse, aber auch der Möglichkeiten eines Dialogs, dessen Partner aus aller Welt ihn unter den unterschiedlichsten Perspektiven zu führen hatten, läßt indessen die kritische Rückfrage an die Leistung der Synode zugleich auch zur kritischen Rückfrage an jene Erwartungen werden, die sich auf sie richteten.“

## Quelle
- De Sacerdotio Ministeriali - "Ultimis temporibus", Acta Apostolicae Sedis 63 (1971), p. 898–922

- Römische Bischofssynode 1971, Der priesterliche Dienst, Gerechtigkeit in der Welt, Herausgegeben von der Deutschen Bischofskonferenz, Paulinus Verlag, Trier, 1972